# El día del Chacal
El día del Chacal es una novela de suspenso publicada en 1971 por el novelista británico Frederick Forsyth. Trata sobre un asesino profesional que es contratado por el grupo terrorista francés OAS a comienzos de la década de 1960 para matar a Charles de Gaulle, el presidente de Francia. 
Se trata de una novela del género de espionaje de ficción, alabada por la descripción muy real que hace de Francia en 1963, y su trama cuidadosamente elaborada. Recibió críticas y comentarios muy halagadores cuando se publicó inicialmente en 1971, y se la distinguió en 1972 con el Premio Edgar a la Mejor novela, otorgado por la Mystery Writers of America, que en 1995 la incluyó a su vez en su lista de las cien mejores novelas de misterio de todos los tiempos.
La novela se basa en hechos reales y, puntualmente, dos atentados contra el presidente de Francia Charles De Gaulle en agosto de 1962 y febrero de 1963, respectivamente, realizados por el grupo paramilitar francés Organización del Ejército Secreto (OAS), que estuvieron cerca de lograrlo. Pero la trama central gira sobre un nuevo atentado ficticio, planeado en 1963, luego de los dos citados, para el cual la OAS contrata un asesino profesional que tiene como nombre clave Chacal.
Tal como se relata en la novela, la OAS existió y fue liderada por Jean-Marie Bastien-Thiry, un oficial veterano de la guerra de Independencia de Argelia. Comienza con una detallada descripción del atentado contra la vida de De Gaulle, el fusilamiento de Bastien-Thiry y el resto de la trama es ficción, narrada principalmente desde la perspectiva del asesino. 
La historia sigue los esfuerzos de un asesino eficiente e incansable,  mientras se prepara para asesinar a De Gaulle, y los esfuerzos de un detective francés igualmente profesional, aunque muy presionado, al que se le asigna la tarea de identificar y detener al asesino, junto con elementos de intriga y maniobras burocráticas en los más altos niveles del gobierno francés.

## Argumento
La historia parte del hecho real, el intento de asesinato del entonces presidente Charles de Gaulle, cometido por un comando del grupo terrorista OAS, la captura del jefe de estos y el fusilamiento de uno de los líderes de la organización. A partir de aquí, el escritor comienza a desarrollar la trama de ficción. 
Con la premisa del protagonista cuando hace acto de presencia en la novela, "nadie está a salvo de la bala de un asesino", se va tejiendo la trama de la novela.
La OAS, acosada por la policía francesa, se refugia en el extranjero, y decide contratar a un asesino profesional que dice llamarse Chacal, para que mate al presidente, para vengarse por la muerte de su líder y dar un golpe de efecto en favor de su causa. Tres eran los candidatos para contratar y finalmente un británico es el elegido. Durante toda la novela no se revela la identidad de este frío y despiadado asesino.

## Versiones cinematográficas
El notable éxito de la novela hizo que no tardara en realizarse una versión cinematográfica realizada por el prestigioso director Fred Zinnemann en 1973. El personaje principal del asesino está interpretado por Edward Fox. La película muestra las páginas que imaginara Forsyth para su novela y pone al espectador en la piel del asesino que intenta asesinar al presidente de la república francesa. La novela y la película se basa en hechos reales en los que ubica el relato, puntualmente en la existencia de la organización paramilitar nacionalista francesa Organización del Ejército Secreto (OAS) y en dos atentados, de los varios, que el grupo terrorista realizó contra el presidente Charles De Gaulle, en 1962 y 1963. Como resultado del primer atentado, realizado el 22 de agosto de 1962, en el que fueron asesinados dos guardaespaldas y del que De Gaulle y su esposa salvaron milagrosamente su vida. El segundo atentado, que no alcanzó a ser ejecutado, fue descubierto en febrero de 1963, y tuvo como resultado la condena a muerte en ausencia en 1963, de Georges Watin, que luego fue amnistiado por una ley de 1968, sancionada durante la presidencia de De Gaulle. En 1994, murió en Asunción, de un infarto.
The Jackal, producción estadounidense de 1997, no está inspirada en la novela, sino en la versión cinematográfica anterior de 1973. Fue realizada por Michael Caton-Jones, con Bruce Willis en el papel del implacable asesino, aunque en esta ocasión su objetivo no era el presidente de Francia, sino la esposa del presidente de los Estados Unidos. El punto de vista de la película no es la del asesino como ocurría en la versión fiel a la novela, sino la de un prisionero perteneciente al IRA que el FBI utiliza para buscar al asesino. Este papel fue interpretado por Richard Gere. También destaca la interpretación del veterano Sidney Poitier.
Chacal, serie que se estrenó en noviembre de 2024, reimaginada en un escenario político contemporáneo.